# Portada/article gener 3

## Maurice Ravel
Joseph Maurice Ravel (Ziburu, Pirineus Atlàntics, 7 de març de 1875 – París, 28 de desembre de 1937) va ser un compositor francès del segle xx. La seua obra, amb un estil neoclàssic audaç, és el fruit d'una herència complexa i de recerques musicals que van revolucionar la música per piano i per l'orquestra. Reconegut com un mestre de l'orquestració i un artesà meticulós, conreà la perfecció formal tot restant profundament humà; Ravel va excel·lir en evocar «els jocs més subtils de la intel·ligència i les expansions més secretes del cor» (Le Robert).
Autor del cèlebre Bolero, és actualment un dels músics més interpretats arreu del món.